# Зрачење (кратки филм)
„Зрачење” је југословенски кратки филм из 1976. године. Режирао га је Милорад Лаковић који је написао и сценарио.

## Улоге
| Глумац           | Улога |
| ---------------- | ----- |
| Јован Никчевић   |       |
| Бранко Николић   |       |
| Светлана Савељић |       |
| Миња Војводић    |       |